# 安布羅休斯·奧理安
安布罗斯（英語：Ambrosius Aurelianus）,是五世纪时西罗马帝国军队撤离不列颠后，率领罗马-不列颠人抵御盎格鲁撒克逊人入侵的传奇领袖，在多次成功战役后有效地延缓了盎格鲁撒克逊人的脚步。在蒙茅斯的杰弗里所编的传奇《不列颠诸王史》中称为奥略留斯·安布罗斯（Aurelius Ambrosius），是“大龙头”尤瑟的前任“不列颠国王”。并在不列颠人传奇中占有独立的重要角色。